# Park Vitturi u Kaštel Lukšiću
Park Vitturi nalazi se u mjestu Kaštel Lukšiću, Grad Kaštela.

## Opis
Park Vitturi smješten je uz istočni rub renesansnog naselja Kaštel Lukšić, a pripadao je osnivačima naselja. Pretpostavlja se da je park u 18.st. osnovao Radoš Antonio Michieli-Vitturi, osnivač Agrarne akademije u Kaštel Lukšiću. Park je sačuvan u originalnoj površini, a sam perivoj projektiran je u duhu klasicizma. Perivoj je do danas doživio stanovite preinake, međutim glavnina originalnih biljaka i danas raste u perivoju (lovor, čempresi, i bor). U parku su sačuvane i renesansno-barokne broderije od šimšira. Povijesni park Vitturi jedan je od rijetkih spomenika dalmatinske povijesne hortikulture.

## Zaštita
Pod oznakom Z-4309 zaveden je kao nepokretno kulturno dobro - kulturno-povijesna cjelina, pravna statusa zaštićena kulturnog dobra, klasificirano kao "uređene zelene površine".